# Боротьба на Європейських іграх 2019
Змагання з боротьби на Європейських іграх 2019 пройшли з 25 до 30 червня в Мінську (Білорусь) в місцєвому Палаці спорту.
Проводилися змагання з вільної та греко-римської боротьби серед чоловіків і вільної боротьби серед жінок.

## Учасники
Були розіграні вісімнадцять комплектів нагород — по шість у вільній, греко-римській та жіночій боротьбі. Бронзові нагороди вручалися двом спортсменам, що виграли втішні сутички. У змаганнях взяли участь 287 спортсменів з 37 країн. Білорусь і Туреччина були представлені у всіх видах змагань і вагових категоріях — по 18 спортсменів. Україна і Росія були представлені 17 спортсменами, Азербайджан — 16.
- Австрія — 6
- Азербайджан — 16
- Албанія — 1
- Білорусь — 18
- Болгарія — 13
- Велика Британія — 1
- Вірменія — 9
- Греція — 13
- Грузія — 12
- Естонія — 4
- Ізраїль — 1
- Іспанія — 5
- Італія — 9
- Латвія — 3
- Литва — 7
- Молдова — 12
- Нідерланди — 1
- Німеччина — 18
- Норвегія — 6
- Північна Македонія — 3
- Польща — 15
- Португалія — 1
- Росія — 17
- Румунія — 12
- Сан-Марино — 2
- Сербія — 5
- Словаччина — 1
- Словенія — 1
- Туреччина — 18
- Угорщина — 12
- Україна — 17
- Фінляндія — 3
- Франція — 7
- Хорватія — 4
- Чехія — 3
- Швейцарія — 4
- Швеція — 7

## Загальний медальний залік
*   Країна-господарка (  Білорусь)
| Місце                | Країна               | Золото | Срібло | Бронза | Загалом |
| -------------------- | -------------------- | ------ | ------ | ------ | ------- |
| 1                    | Росія                | 7      | 1      | 6      | 14      |
| 2                    | Азербайджан          | 3      | 3      | 4      | 10      |
| 3                    | Білорусь*            | 3      | 2      | 2      | 7       |
| 4                    | Україна              | 2      | 2      | 3      | 7       |
| 5                    | Вірменія             | 1      | 1      | 0      | 2       |
| 6                    | Швеція               | 1      | 0      | 1      | 2       |
| 7                    | Латвія               | 1      | 0      | 0      | 1       |
| 8                    | Грузія               | 0      | 4      | 3      | 7       |
| 9                    | Німеччина            | 0      | 1      | 2      | 3       |
| 9                    | Болгарія             | 0      | 1      | 2      | 3       |
| 9                    | Угорщина             | 0      | 1      | 2      | 3       |
| 9                    | Туреччина            | 0      | 1      | 2      | 3       |
| 13                   | Сербія               | 0      | 1      | 1      | 2       |
| 14                   | Норвегія             | 0      | 0      | 2      | 2       |
| 14                   | Молдова              | 0      | 0      | 2      | 2       |
| 16                   | Польща               | 0      | 0      | 1      | 1       |
| 16                   | Румунія              | 0      | 0      | 1      | 1       |
| 16                   | Естонія              | 0      | 0      | 1      | 1       |
| 16                   | Сан-Марино           | 0      | 0      | 1      | 1       |
| Загалом (19 збірних) | Загалом (19 збірних) | 18     | 18     | 36     | 72      |

## Медалісти

### Чоловіки
Вільна боротьба
| Категорія | Золото              | Срібло                | Бронза                 |
| --------- | ------------------- | --------------------- | ---------------------- |
| до 57 кг  | Махір Амірасланов   | Стеван Мічич          | Сулейман Атлі          |
| до 57 кг  | Махір Амірасланов   | Стеван Мічич          | Заур Угуєв             |
| до 65 кг  | Гаджі Алієв         | Владімер Хінчегашвілі | Гор Оганесян           |
| до 65 кг  | Гаджі Алієв         | Владімер Хінчегашвілі | Ахмед Чакаєв           |
| до 74 кг  | Заурбек Сідаков     | Сонер Демірташ        | Автанділ Кенчадзе      |
| до 74 кг  | Заурбек Сідаков     | Сонер Демірташ        | Хаджимурад Гаджієв     |
| до 86 кг  | Даурен Куруглієв    | Алі Шабанов           | Ахмед Дударов          |
| до 86 кг  | Даурен Куруглієв    | Алі Шабанов           | Майлз Амін             |
| до 97 кг  | Абдулрашид Садулаєв | Нурмагомед Гаджієв    | Елізбар Одікадзе       |
| до 97 кг  | Абдулрашид Садулаєв | Нурмагомед Гаджієв    | Олександр Гуштин       |
| до 125 кг | Анзор Хізрієв       | Гіві Мачарашвілі      | Джамаладдін Магомедов  |
| до 125 кг | Анзор Хізрієв       | Гіві Мачарашвілі      | Олександр Хоцянівський |

Греко-римська боротьба
| Категорія | Золото             | Срібло             | Бронза            |
| --------- | ------------------ | ------------------ | ----------------- |
| до 60 кг  | Степан Марянян     | Ерік Торба         | Віктор Чобану     |
| до 60 кг  | Степан Марянян     | Ерік Торба         | Дато Чхартішвілі  |
| до 67 кг  | Заур Кабалоєв      | Шмагі Болквадзе    | Мате Немеш        |
| до 67 кг  | Заур Кабалоєв      | Шмагі Болквадзе    | Сослан Дауров     |
| до 77 кг  | Олександр Чехіркін | Карапет Чалян      | Алекс Кессідіс    |
| до 77 кг  | Олександр Чехіркін | Карапет Чалян      | Тамаш Лерінц      |
| до 87 кг  | Жан Беленюк        | Іслам Аббасов      | Аркадіуш Кулініч  |
| до 87 кг  | Жан Беленюк        | Іслам Аббасов      | Віктор Лерінц     |
| до 97 кг  | Артур Алексанян    | Олександр Грабовик | Олександр Головін |
| до 97 кг  | Артур Алексанян    | Олександр Грабовик | Фелікс Балдауф    |
| до 130 кг | Якоб Каджая        | Сергій Семенов     | Сабах Шаріаті     |
| до 130 кг | Якоб Каджая        | Сергій Семенов     | Микола Кучмій     |

### Жінки
Вільна боротьба
| Категорія | Золото               | Срібло               | Бронза           |
| --------- | -------------------- | -------------------- | ---------------- |
| до 50 кг  | Марія Стадник        | Оксана Лівач         | Евін Демірхан    |
| до 50 кг  | Марія Стадник        | Оксана Лівач         | Міглена Селішка  |
| до 53 кг  | Софія Маттссон       | Юлія Хавалджи        | Ніна Геммер      |
| до 53 кг  | Софія Маттссон       | Юлія Хавалджи        | Стальвіра Оршуш  |
| до 57 кг  | Ирина Курочкіна      | Мімі Христова        | Альона Колесник  |
| до 57 кг  | Ирина Курочкіна      | Мімі Христова        | Анастасія Нічита |
| до 62 кг  | Юлія Ткач            | Ельміра Гамбарова    | Марія Кузнецова  |
| до 62 кг  | Юлія Ткач            | Ельміра Гамбарова    | Криста Інце      |
| до 68 кг  | Анастасія Григор'єва | Анастасія Братчикова | Софія Георгієва  |
| до 68 кг  | Анастасія Григор'єва | Анастасія Братчикова | Алла Черкасова   |
| до 76 кг  | Василіса Марзалюк    | Франці Рейдельт      | Ізелін Солхейм   |
| до 76 кг  | Василіса Марзалюк    | Франці Рейдельт      | Епп Мяе          |